# Eupithecia minibursae
Eupithecia minibursae là một loài bướm đêm trong họ Geometridae.